# Kristotomus tenuis
Kristotomus tenuis är en stekelart som först beskrevs av Geoffrey John Kerrich 1952.
Kristotomus tenuis ingår i släktet Kristotomus och familjen brokparasitsteklar. Inga underarter finns listade i Catalogue of Life.